# Жолбасши (Єрейментауський район)
Жолбасши́ (каз. Жолбасшы) — село у складі Єрейментауського району Акмолинської області Казахстану. Входить до складу Акмирзинського сільського округу.
Населення — 41 особа (2021; 73 у 2009, 253 у 1999, 116 у 1989).
Національний склад станом на 1989 рік:
- росіяни — 35 %;
- казахи — 26 %.